# Kandtastrild
Der Kandtastrild (Estrilda kandti) ist eine afrikanische Vogelart aus der Familie der Prachtfinken. Sie kommt im östlichen Afrika im Bereich des Albert-Grabens in Uganda, Ruanda, Burundi und in der östlichen DR Kongo, sowie am Mount Elgon und der Aberdare Range in Kenia vor.

## Merkmale
Der Kandtastrild erreicht eine Länge von 10 bis 10,5 Zentimeter und ein Gewicht von 8 Gramm. Die Iris ist dunkelbraun, der Schnabel ist schwarz. An der Basis des unteren Schnabels befindet sich ein kleiner roter Fleck. 

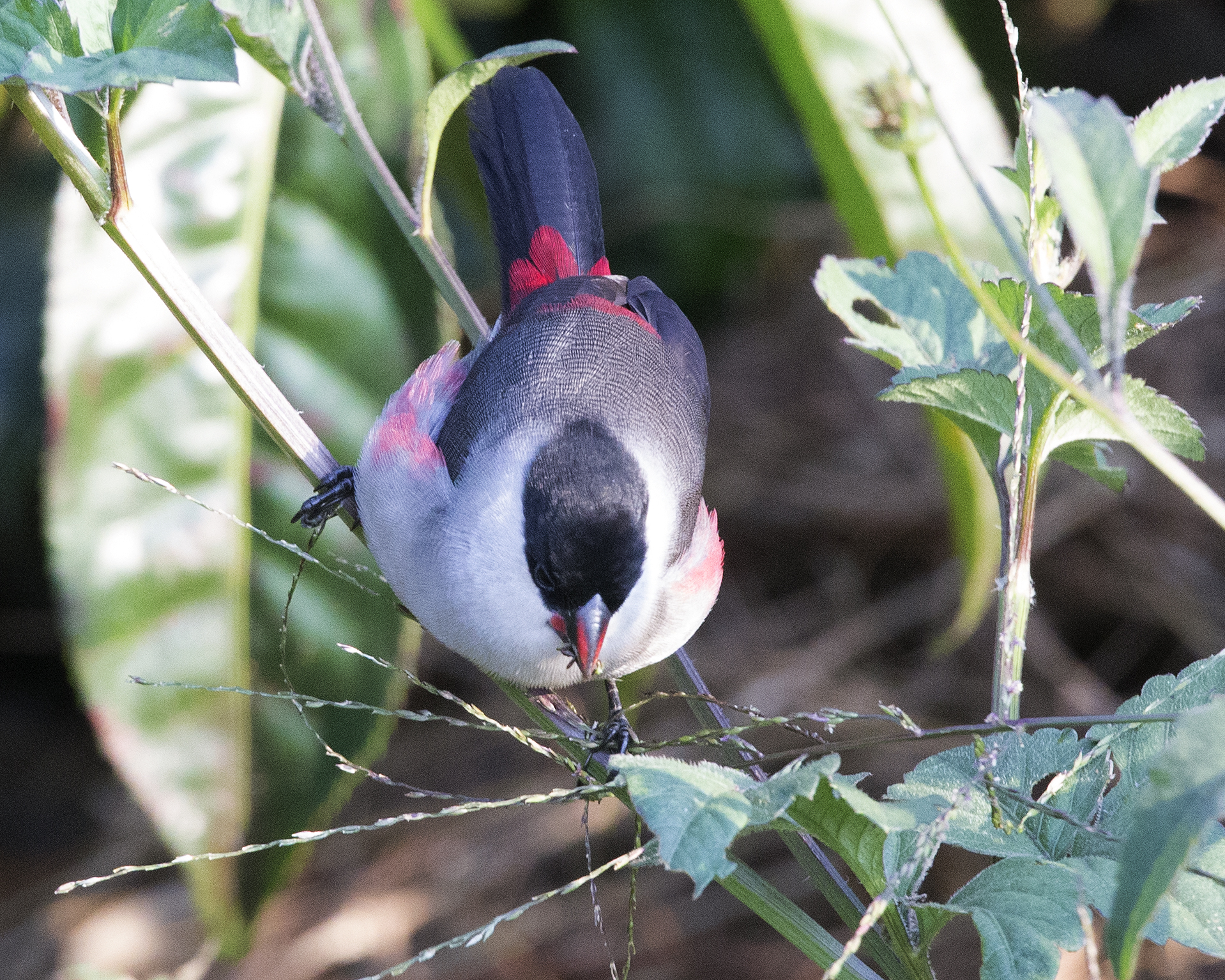
Kandtastrild (Estrilda kandti kandti)

Die Kopfoberseite ist bis zum unteren Augenrand schwarz gefärbt, die Wangen, die Ohrregion, die Kehle und der Hals sind weißlich. Der Rücken und die Oberflügeldecken sind bei den Männchen bräunlich-grau, bei den Weibchen eher olivbraun gefärbt. Die Brust und der Bauch sind grau. Der Bürzel, die Flanken und die Schwanzbasis sind rot. Die Beine sind schwarz. Männchen und Weibchen unterscheiden sich nur wenig. Letztere sowie die Jungvögel sind weniger kontrastreich gefärbt. Die in Kenia vorkommende Unterart (E. k. keniensis) hat einen etwas brauneren Rücken als die Nominatform.

## Lebensraum und Lebensweise
Der Kandtastrild lebt in bergigen Gegenden auf Lichtungen, an Waldrändern, in Bambusbeständen und auf offenen Felsflächen in Höhen von 1500 bis 3300 Metern. Fast im gesamten Verbreitungsgebiet kommt auch der sehr ähnliche Nonnenastrild (Estrilda nonnula) vor. Dieser lebt aber fast immer in geringeren Höhen. Der Kandtastrild ernährt sich vor allem von den Samen verschiedener Gräser. In der Umgebung des Albert-Grabens brütet er im Juni und Juli. Das aus Grashalmen gebaute und in der Regel in einem Strauch platzierte Nest ist eiförmig mit einem seitlichen Eingang. Das durchschnittliche Gelege besteht aus vier Eiern.

## Systematik
Der Kandtastrild wurde 1902 durch den deutschen Ornithologen Anton Reichenow als Unterart des Nonnenastrilds erstmals wissenschaftlich beschrieben. Lange Zeit galt er auch als konspezifisch mit dem Kappenastrild (Estrilda atricapilla), wird heute aber meist als eigenständige Art angesehen. Es werden zwei Unterarten unterschieden, Estrilda kandti kandti im Gebiet um den Albert-Graben und Estrilda kandti keniensis in Kenia. Turner und Pearson plädierten dafür, die Nominatform dem Nonnenastrild als Unterart zuzuordnen und E. k. keniensis als Unterart des Kappenastrilds zu betrachten. Einige Wissenschaftler platzieren den Kandtastrild, den Kappenastrild und den Nonnenastrild auch in eine eigenständige Gattung Krimhilda.

## Gefährdung
Die IUCN schätzt den Bestand des Kandtastrilds als ungefährdet ein. In Teilen des Verbreitungsgebietes ist die Art recht häufig.